# الانتخابات العامة الجرينلاندية 2025
الانتخابات العامة الجرينلاندية 2025 هي انتخابات عامة عقدت في جرينلاند في 11 مارس 2025 لانتخاب أعضاء البرلمان البالغ عددهم 31 عضوا. فاز الديمقراطيون المعارضون بأغلبية عشرة مقاعد.

## الخلفية
قضية استقلال جرينلاند كانت أهم قضية في الانتخابات. أعلنت الحكومة في فبراير 2024 أن الاستقلال هو هدفها. قال رئيس الوزراء المؤيد للاستقلال موتي بوروب إيجيدي في مؤتمر صحفي في أوائل عام 2025 أن "العمل قد بدأ بالفعل على إنشاء إطار عمل لدولة جرينلاند المستقلة" وألمح على ما يبدو إلى أن استفتاء الاستقلال يمكن أن يجرى في أبريل 2025 بالتزامن مع الانتخابات. حصل حزب جديد سادس يُدعى قولّك على الاعتماد لدخول الانتخابات، هدف هذا الحزب الأوحد هو استقلال غرينلاند.
خفّف إيجيدي من أهمية أي دعوات للاستقلال السريع بعد أن أعد ترامب تصريحاته حول الجزيرة، واستبدل ذلك بالتشديد على أهمية التعاون بين حكومتي الدنمارك وغرينلاند. أكد إيجيدي أن سكان غرينلاند لا يرغبون في أن الانضمام للولايات المتحدة في مقابلة مع فوكس نيوز في 16 يناير. كما أظهر استطلاع رأي أجري في الشهر ذاته أن 85٪ من المشاركين عارضوا الفكرة مقابل 6٪ أيدوها و9٪ غير متأكدين من الموضوع.
أعلن زعيم المعارضة ينس فريدريك نيلسن (الديمقراطيون) عن تأييده للاستقلال الكامل قبل الانتخابات، وأكد في حديث لشبكة سكاي نيوز أن "غرينلاند ليست للبيع". أعرب قادة جميع الأحزاب الخمسة الممثلة في البرلمان عن عدم ثقتهم في ترامب في مناظرة متلفزة قيبل الانتخابات، باستثناء كارل إنجمان زعيم حزب قولّك.
كان الاقتصاد أحد المواضيع المحورية في الانتخابات إذ دارات نقاشات حول أفضل السبل لدعم التجارة والصناعة وتعزيز اقتصاد غرينلاند على المدى الطويل. كما شملت القضايا الأخرى علاقة غرينلاند باتفاقيات المناخ الدولية وكفاءة نظام الرعاية الصحية والمشكلات الاجتماعية مثل ارتفاع أسعار المساكن والتشرد. ذكر كل من جهاز الاستخبارات الدفاعية الدنماركي وجهاز الأمن والاستخبارات الدنماركي أنهما يراقبان عن كثب أي محاولات محتملة من قبل دول أجنبية للتأثير على نتائج الانتخابات. ذكر محللون مستقلون في مقابلة مع قناة تي في 2 الدنماركية أن الولايات المتحدة قد تكون أحد الأطراف المحتملة التي تسعى إلى القيام بأنشطة سرية داخل البلاد.

## النظام الانتخابي
ينتخب أعضاء البرلمان البالغ عددهم 31 عضوا بالتمثيل النسبي في دائرة انتخابية واحدة على الصعيد الوطني، تخصص المقاعد باستخدام طريقة هوندت. تحتاج الأحزاب إلى حوالي 3٪ من إجمالي الأصوات للحصول على مقاعد.

## الأحزاب
شارك ما مجموعه ستة أحزاب و213 مرشحا في الانتخابات:
| ت | الحزب | الحزب                   | اختصار | العقيدة                                        | المرشحين | الموقف من الاستقلال |
| - | ----- | ----------------------- | ------ | ---------------------------------------------- | -------- | ------------------- |
| 1 |       | حزب مجتمع الشعب         | IA     | استقلال جرينلاند الاشتراكية الديمقراطية بيئوية | 39       | الاستقلال التدريجي  |
| 2 |       | حزب السيوموت            | S      | استقلال جرينلاند ديمقراطية اجتماعية            | 51       | الاستقلال التدريجي  |
| 3 |       | Naleraq                 | N      | استقلال جرينلاند شعبوية                        | 62       | الاستقلال السريع    |
| 4 |       | حزب الديمقراطيون        | D      | استقلال جرينلاند ليبرالية اجتماعية             | 25       | الاستقلال التدريجي  |
| 5 |       | حزب التضامن الجرينلاندي | A      | موالة الدنمارك ليبرالية                        | 20       | ضد الاستقلال        |
| 6 |       | Qulleq                  | Q      | استقلال جرينلاند                               | 16       | الاستقلال السريع    |

### تراجع عن الترشح
| الاسم         | الحزب | الحزب           |
| ------------- | ----- | --------------- |
| Kalistat Lund |       | حزب مجتمع الشعب |
| إيكالوك هوغ   |       | حزب مجتمع الشعب |

## استطلاعات الرأي
| تاريخ                   | شركة الاستطلاع | حجم العينة | السيوموت      | مجتمع الشعب   | الديمقراطيون | N     | التضامن الجرينلاندي | NQ    | SA    | Q    | الفائز |   |   |      |      |
| ----------------------- | -------------- | ---------- | ------------- | ------------- | ------------ | ----- | ------------------- | ----- | ----- | ---- | ------ | - | - | ---- | ---- |
| تاريخ                   | شركة الاستطلاع | حجم العينة | انتخابات 2025 | Qinersineq.gl | —            | 14.9% | 21.6%               | 30.3% | 24.8% | 7.4% | الفائز | — | — | 1.1% | 5.5% |
| 22–27 يناير 2025        | Verian         | 497        | 21.9%         | 31.0%         | 18.8%        | 16.5% | 9.7%                | —     | —     | —    | 9.1%   |   |   |      |      |
| انتخابات الدنمارك 2022 ‏ | Qinersineq.gl  | —          | 38.6%         | 25.2%         | 19.0%        | 12.6% | 3.7%                | —     | 0.9%  | —    | 13.4%  |   |   |      |      |
| انتخابات 2021           | Qinersineq.gl  | —          | 30.1%         | 37.4%         | 9.25%        | 12.3% | 7.1%                | 2.4%  | 1.4%  | —    | 7.3%   |   |   |      |      |

## النتائج
|                                 |                                 |         |        |        |         |     |
| الحزب                           | الحزب                           | الأصوات | %      | +/–    | المقاعد | +/– |
|                                 | حزب الديمقراطيون                | 8٬563   | 30.26  | +21.01 | 10      | +7  |
|                                 | Naleraq                         | 7٬009   | 24.77  | +12.51 | 8       | +4  |
|                                 | حزب مجتمع الشعب                 | 6٬119   | 21.62  | –15.82 | 7       | –5  |
|                                 | حزب السيوموت                    | 4٬210   | 14.88  | –15.22 | 4       | –6  |
|                                 | حزب التضامن الجرينلاندي         | 2٬092   | 7.39   | +0.31  | 2       | 0   |
|                                 | Qulleq                          | 305     | 1.08   | New    | 0       | New |
| المجموع                         | المجموع                         | 28٬298  | 100.00 | –      | 31      | 0   |
|                                 |                                 |         |        |        |         |     |
| الأصوات الصحيحة                 | الأصوات الصحيحة                 | 28٬298  | 98.87  |        |         |     |
| الأصوات الباطلة والفارغة        | الأصوات الباطلة والفارغة        | 322     | 1.13   |        |         |     |
| مجموع الأصوات                   | مجموع الأصوات                   | 28٬620  | 100.00 |        |         |     |
| الناخبين المسجلين ومعدل الإقبال | الناخبين المسجلين ومعدل الإقبال | 40٬369  | 70.90  | +4.98  |         |     |
| المصدر: Qinersineq.gl           |                                 |         |        |        |         |     |

### حسب المقاطعة
| المقاطعة | حسب المقاطعة:           | حسب المقاطعة:    | حسب المقاطعة:   | حسب المقاطعة: | حسب المقاطعة: | حسب المقاطعة: |      |
| المقاطعة | حزب التضامن الجرينلاندي | حزب الديمقراطيون | حزب مجتمع الشعب | N             | Q             | حزب السيوموت  |      |
| -------- | ----------------------- | ---------------- | --------------- | ------------- | ------------- | ------------- | ---- |
| المقاطعة | أفاناتا                 | 8.6              | 29              | 11.5          | 33.7          | 0.5           | 16.3 |
| كوياليك  | 7.8                     | 27.9             | 27              | 15.2          | 1.6           | 18.8          |      |
| قيقرتليك | 7.9                     | 25.4             | 19.4            | 31.5          | 1.2           | 13.6          |      |
| سيرمرسوك | 6.1                     | 33.5             | 26.9            | 18.5          | 0.6           | 13            |      |
| كيكاتا   | 8.2                     | 26.4             | 16.8            | 30.1          | 2.3           | 15.2          |      |

## التحليل
تكبّد الحزبان الحاكمان حزب مجتمع الشعب والسيوموت خسارة إجمالية بلغت 31 نقطة مئوية من الأصوات، وهي هزيمة تاريخية لحكومة ائتلافية في جرينلاند مشابهة لما شهدته ديمقراطيات أخرى بعد جائحة فيروس كورونا. بينما حقّق حزب الديمقراطيون المعارض فوزًا غير مسبوق إذ حصلوا على أكبر عدد من المقاعد في تاريخهم، يتوقع أن يسعوا إلى تشكيل تحالف مع أحد الحزبين الحاكمين حاليًا، مع أن السياسات البيئية المتعلقة بالتعدين قد تكون عاملاً يدفع ناليراق إلى التحالف مع الحكومة.
كان الاستياء من الدنمارك بسبب قضية اللولب [الإنجليزية] هو المسيطر على المشاعر السياسية في جرينلاند، لكن مع الوقت أصبح القلق من فقدان الحكم الذاتي والضم القسري للولايات المتحدة أكثر أهمية، خاصة بعد تصريح الرئيس الأمريكي دونالد ترامب بأنه لن يستبعد الاستيلاء على الجزيرة بالقوة. صرّح ينس فريدريك نيلسن زعيم الديمقراطيين الفائزين أن النتائج يجب أن تكون رسالة واضحة إلى الولايات المتحدة وترامب، قائلًا: "لا نريد أن نكون أمريكيين. لا، لا نريد أن نكون دنماركيين. نريد أن نكون من سكان جرينلاند. نريد استقلالنا في المستقبل. ونريد أن نبني بلدنا بأنفسنا، وليس بأوامر غيرنا". اقترح بيليه بروبيرج زعيم ناليراق في مقال رأي مع يو إس نيوز آند وورد ريبورت أن جرينلاند يمكنها الاستفادة من هذا الوضع في محادثات الاستقلال وربما توقع ميثاق الارتباط الحر مثل ميثاق ولايات ميكرونيسيا المتحدة أو بالاو مع الولايات المتحدة، وذلك لتعويض الحماية العسكرية الدنماركية. أما حزب قولّق الأحدث والوحيد الذي كان زعيمه يثق في ترامب فلم يفز إلا 305 أصوات لا تؤهله للفوز بمقعد واحد.
فاز حزب ناليقراق وهو حزب يدعمه الصيادين ويؤيد بقوة استقلال جرينلاند. بالقرى التي كانت تصوت للسيوموت. وفاز الديمقراطيون بالمدن التي كان يفوز بها حزب مجتمع الشعب. فُسّرت نتائج الانتخابات أنها تعكس رغبة السكان في التركيز على حل المشكلات الاجتماعية والاقتصادية الداخلية لجرينلاند قبل الاستقلال. وقد اشتُبه في أن سياسات التأميم والاحتكار الواسع وسياسة مصائد الأسماك أثارت استياء الناخبين الذين باتوا يفضلون نهجًا أكثر تحررًا. أظهر البعض اعتراضهم على السياسات الدنماركية عبر التصويت لصالح ناليقراق. علق كونو فينكر عضو البرلمان عن ناليقراق لصحيفة الغارديان قائلًا: "في السابق كان الناس يصوتون للسيوموت، كان الأمر أشبه بتشجيع فريق كرة قدم. لكن هذه المرة تغير الناس وصوتوا بطريقة مختلفة تمامًا".

## ردود الفعل
هنّأ وزير الدفاع الدنماركي ترويلز لوند بولسن حزب الديمقراطيين، مؤكداً أن مستقبل جرينلاند يقرره سكانها وليس الولايات المتحدة. كما هنّأت رئيسة الوزراء مته فريدريكسن الديمقراطيين ووصفت النتائج "باحتفال بالديمقراطية". أعلن جهاز استخبارات الدفاع الدنماركي وجهاز استخبارات الشرطة الدنماركي في 20 مارس أنهما لم يجدا أي دليل على وجود حملة ممنهجة ومنسقة من حكومة أجنبية أو جهاز استخبارات أجنبي للتأثير على الانتخابات. وأقرّا بانتشار المعلومات المضللة على وسائل التواصل الاجتماع مثل إنشاء حسابات مزيفة تنتحل شخصيات سياسيين دنماركيين أو غرينلانديين، ونشر معلومات كاذبة أو مضللة.

## العواقب
استقال إريك ينسن زعيم سيوموت في اليوم التالي للانتخابات. أفادت صحيفة سيرميتسياك في 27 مارس 2025 بأنه جميع أحزاب البرلمان توصلت إلى اتفاق ائتلافي باستثناء حزب ناليراق. كشفت حكومة ينس فريدريك نيلسن من الديمقراطيين الائتلافية في اليوم التالي.